# Enterprise (attractie)
Een Enterprise is een attractietype waarbij men geen veiligheidsbeugels heeft, omdat men door een hoge g-kracht in zijn stoel wordt gedrukt en vooral omdat er geen zijdelingse krachten zijn.
Een Enterprise is een grote schijf waarbij aan de omtrek gondels hangen voor 1 à 2 personen. Bij het begin van de rit gaat de schijf zo hard draaien dat de gondels op bijna 90° hangen. Vervolgens tilt een arm de schijf op tot deze zelf op circa 90° staat, waardoor het lijkt alsof de passagiers in een draaiende autoband zitten. Er zijn ook Enterprises, waarbij men in de gondel ligt of hangt. Deze staan bekend onder de naam Fly Away. 
De constante snelheid waarmee de Enterprise draait suggereert dat het gevoel in de attractie ook constant is en misschien desoriënterend zou zijn. Wanneer men echter in de Enterprise zit, dan ervaart men een heel sterk gevoel van acceleratie omhoog en afremmen naar beneden. Dit komt doordat de gondels steeds afwisselend met de zwaartekracht mee naar beneden en tegen de zwaartekracht in omhoog gaan zonder daarbij van snelheid te veranderen. Deze ervaring is precies omgekeerd aan een looping in een achtbaan, waarbij juist alleen de zwaartekracht de snelheid van de attractie bepaalt.

## Bouwers
Er zijn verschillende attractiebouwers die Enterprises bouwen of dat in het verleden gedaan hebben. De eerste bouwer van Enterprises was Anton Schwarzkopf. Later volgde HUSS Park Attractions, en hoewel dat bedrijf niet het oorspronkelijke ontwerp van de attractie bezat, lieten ze hem wel patenteren.

## Locaties

### België en Nederland
| Naam             | Park                      | Land      | Status                                                                          | Bouwer                | Afbeelding |
| ---------------- | ------------------------- | --------- | ------------------------------------------------------------------------------- | --------------------- | ---------- |
| Enterprise       | Bellewaerde               | België    | Verwijderd                                                                      | HUSS Park Attractions |            |
| Enterprise       | Attractiepark Slagharen   | Nederland | Operationeel                                                                    | Anton Schwarzkopf     |            |
| Fly Away         | Bobbejaanland             | België    | Verplaatst naar Le Récré des 3 Curés in Frankrijk en daar geopend als Spoontus. | HUSS Park Attractions |            |
| G-Force          | Walibi Holland            | Nederland | Operationeel                                                                    | HUSS Park Attractions |            |
| Inferno          | Walibi Belgium            | België    | Verwijderd                                                                      | HUSS Park Attractions |            |
| Kwal             | Familiepark Drievliet     | Nederland | Operationeel                                                                    | HUSS Park Attractions |            |
| Tarantula Magica | Avonturenpark Hellendoorn | Nederland | Operationeel                                                                    | HUSS Park Attractions |            |

### Andere
| Naam        | Park                              | Land                | Afbeelding |
| ----------- | --------------------------------- | ------------------- | ---------- |
| Alakazam    | Pleasure Island Family Theme Park | Verenigd Koninkrijk |            |
| Enterprise  | Alton Towers                      | Verenigd Koninkrijk |            |
| Enterprise  | Playland                          | Canada              |            |
| Enterprise  | Tykkimäki                         | Finland             |            |
| Enterprise  | Tusenfryd                         | Noorwegen           |            |
| Enterprise  | Silezisch attractiepark           | Polen               |            |
| Kehrä       | Linnanmäki                        | Finland             |            |
| Reef Diver  | Dreamworld                        | Australië           |            |
| Space Wheel | Ocean Park Hong Kong              | China               |            |
| Zodiac      | Thorpe Park                       | Verenigd Koninkrijk |            |